# Harvard Inn
Das Harvard Inn war eine Bar in einem zweistöckigen Gebäude am Seaside Walk, Coney Island (Brooklyn, New York). Zu den Gästen gehörten berühmte Mafiosi, wie Frankie Yale und Al Capone (bevor er nach Chicago ging).
Yale hat diese Bar 1917 eröffnet und Capone zeitweise als Rausschmeißer und auch als Barkeeper engagiert. Es heißt, Capone soll am Hinterausgang der Bar seinen ersten Mord begangen haben, nachdem er von einem Gast, der zuvor durch Falschspiel viel Geld gewonnen hatte, angepöbelt wurde. Auch Johnny Torrio war im Harvard Inn als Barkeeper tätig.
Das Gebäude wurde am 24. Januar 1925 um 2:30 morgens durch ein Feuer zerstört.